# Heterocampa subrotata
Heterocampa subrotata är en fjärilsart som beskrevs av Harvey 1874. Heterocampa subrotata ingår i släktet Heterocampa och familjen tandspinnare. Inga underarter finns listade i Catalogue of Life.